# Shaki (Azerbaidjan)

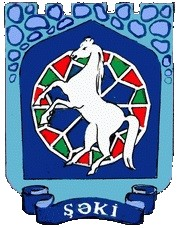

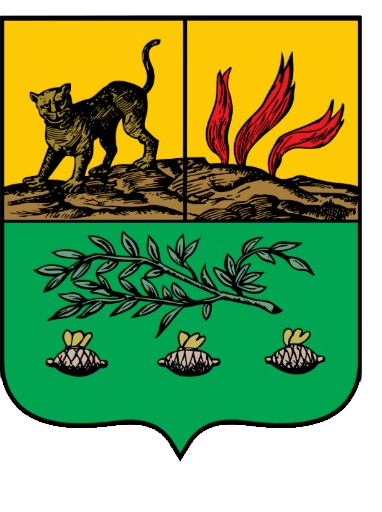
Escut complert (1843)

Ciutat i districte de Shaki

Shaki (Shäki, Sheki o Shakki, àzeri Şəki,; fins al 1968 Nukha, àzeri Nuxa, Nucha, Noukha) és una ciutat del nord-oest de l'Azerbaidjan, districte de Shaki a 325 km de Bakú. Té una població de 65.045 habitants (2008).

## Etimologia

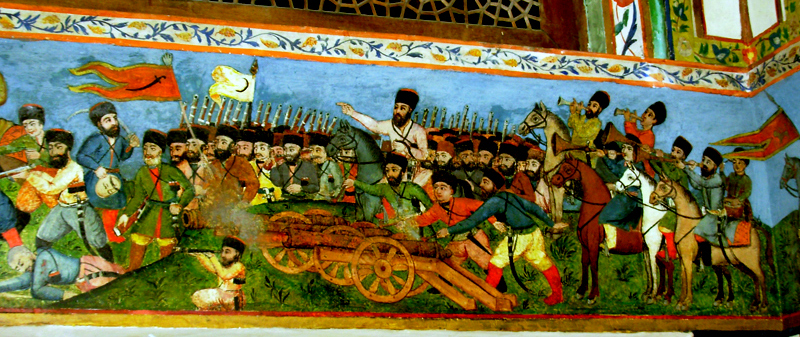
Miniatura d'una batalla al mur del palau dels kans

El nom derivaria dels saces (escites) que van arribar al territori al segle vii aC i el van poblar alguns segles; també van donar nom a la Sakasena (Arran/Gandja).

## Història
Les restes més antigues d'habitació a la regió són de vers el 2700 aC. El territori fou part de la Gran Armènia en temps de Tigranes al segle I aC; després Shaki fou una de les ciutats principals de l'Albània del Caucas al segle I; els principals temples dels antics albanesos (o aghuans) eren allí; Albània era, segons Estrabó, una confederació de 26 tribus de les que el darrer reste són els udis originaris d'Uti (Arran/Gandja) segons Estrabó i Plini, coneguda com a Otene, a la riba dreta del Kura; la llengua actual dels udis és derivada de les llengües daguestàniques del sud-est com el kinalugh o el budugh, si bé fortament influenciat pel turc (i altres llengües). Els albanesos foren evangelitzats de bona hora pels armenis i segons la llegenda armènia, Elishe, deixeble de l'apòstol Tadeu, va construir l'església de Gish (moderna Kish o Kiş). Entre les ciutats d'Albània esmentades per Claudi Ptolemeu cal esmentar Kabala a la vall del Samur prop de la unió de dues branques del Tiruyan-Çay, i que podria ser el primitiu emplaçament de Shaki o almenys un lloc a prop. Els historiadors armenis esmenten una comarca albanesa de nom Iekhni, que alguns suposen que fou el territori de Shaki. Kabala hauria estat construïda per Cobades I (488-531) i el seu fill Còsroes I el Just (Khusraw I Anushirwan 531-579) hauria construït Abwah-Shakkan, Kambizan (a Kakhètia) i Abwab al-Dudaniyya. El regne estava dividit en 11 províncies i la ciutat i capital era un important centre polític i econòmic almenys fins a la invasió musulmana.
En el califat d'Uthman, Salman ibn Rabia va creuar el Kura (Geòrgia) i va conquerir Kabala; però va haver de fer un pacte amb els senyors de Shakkan i de Kambizan. més tard Abu-Uqba al-Jarrah ibn Abd-Al·lah al-Hakamí, el 723, fou enviat a Armènia per combatre els khàzars i es va fixar a Bardaa des d'on va ocupar Bab al-Abwad on va derrotar els khàzars dirigits per Bardjik, fill del khakan (kan dels khàzars) i va ocupar Balandjar i Walandar, ciutats dominades per ells, arribant fins a Samandar, probablement Kizliyar al Terek, i llavors es va retirar; el 729 fou nomenat governador d'Armènia i l'Azerbaidjan. En el retorn d'aquestes expedicions es va aturar a Shaki. No obstant els musulmans mai van tenir un domini directe i efectiu de la regió i el governador musulmà instal·lat a la regió fou assassinat en la revolta del 820/821 en temps d'al-Mamun (abbàssida). En aquest temps governava a la regió de Shaki i l'Arran el príncep armeni Sahi ibn Sunbat, famós per haver entregat a Babak al-Khurrami, refugiat a les seves terres, al califa abbàssida. La població era llavors en gran majoria cristiana. Bogha al-Khabir va conquerir els principats armenis i aghuans, i entre ells Shake (vers 854), el príncep (ishkhan) del qual, Shal, fou portat a Samarra vers el 855. Els següents ishkhans van reconèixer la sobirania del rei d'Armènia. El ishkhan de Shake, Hamam, va voler el títol reial i el va agafar unilateralment el 893, però va mantenir la lleialtat a Simbaci I el Màrtir. Al-Masudi que va viure a la primera meitat del segle x, esmenta el principat amb el nom de Shakin i diu que era veí del de Sanari (Dzanar a la conca del Samur) on esmenta com a sobirà a Adarnases ibn Humam; al-Masudi diu que Kabala estava a l'est, que era un niu de lladres i males persones, i la capital del qual havia estat ocupada pels musulmans; el rei (malik) de Kabala s'anomenava Anbasa al-Awar (el Borni); no s'ha pogut establir amb certesa la identitat d'aquestos personatges: cròniques georgianes i armènies parles d'un Adarnases el Cec al final del segle vii, i el nom d'Adarnases era popular en la casa de prínceps albanesos dels Mihrakan, d'origen sassànida. El nom apareix llavors com Shake, Sheke, Sheki, Shaka, Shakki, Shakne, Shaken, Shakkan, Shekin i altres.
Segons al-Mukaddasi, Kabali i Shaki eren dues petites poblacions que considera diferents, encara que devien estar properes. Al segle xi Shaki va passar a dependre dels xirvanxahs però els georgians els disputaven la influència. El 1021 apareix aliat amb el rei de Kartli que havia conquistat les veïnes Kakhètia i Herècia vers el 1010. David IV el constructor de Geòrgia (1089-1125) es va apoderar de Gish (Kish) el 1117, residència de l'eristhavi (governador local) de Tsukuètia al nord-est del riu Alazan, i d'un bisbe la jurisdicció del qual s'estenia per Elisen (Eli-su), Tsukuètia i Shakikh (probablement Shaki, segons Brosset a la seva "Història de Geòrgia"). El 1225 el xirvanxah Fariburz va demanar suport al xa de Coràsmia Djalal al-Din Manguberti per recuperar Shaki i Kabala de mans dels georgians. Vers el 1229 Djalal al-Din va imposar la seva autoritat a Shakki i a Kabala però fou efímera perquè tot seguit van començar els atacs mongols i va seguir una època de certa anarquia fins a l'establiment del kanat ilkhanida (1258-1335) al que va seguir el període confós de domini dels jalayàrides el domini efectiu dels quals sobre Shaki és dubtós. Sota Tamerlà, al final del segle xiv, el territori estava governat per un valí en la persona de Sidi Ali, de la tribu dels arlats (una de les tribus de l'ulus de Txagatai Khan).
El 1387 l'exèrcit timúrida tornava de Geòrgia cap al Karabagh i va acampar al Shaki. Des d'allí es van enviar destacaments a territori cristià i es van fer nous saquejos i presoners. Muhammad Dervix Barles va operar a les muntanyes de Shaki i va fer també molts presoners. Arghun Shah i Ramadan Khoja van operar a la província de Tengut i Muhammad Beg i Amir Musa van actuar a Akgeb amb similars resultats. L'estendard de Timur fou hissat al peu de la muntanya Elbrús. Tots els destacaments van retornar victoriosos al campament a Shaki, en un lloc anomenat Kambale o Kabale (Kabala). Finalment es va conquerir la fortalesa anomenada Karafurk (Castell Roig) entrant al Karabagh, acampant a la zona de Shurkab, a la riba del riu Kur (Kura); es va construir un pont i l'exèrcit va passar i es va dirigir a Bardaa, que es va sotmetre sense resistència.
El 1394 altre cop tornant de Geòrgia l'exèrcit timúrida va arribar a Shaki; a la plana de Shaki va acampar i es va enviar als amirs Jahan Xah Bahadur i Hajji Saif al-Din a saquejar les terres d'un príncep georgià anomenat Bertaz. A l'amir Nur al-Din, fill de Sarbugha el va enviar a unes muntanyes anomenades el Kuhistan de Geòrgia que va atacar, però el príncep de Shaki, Sidi Ali, de la dinastia Arlat, va fugir abandonant el territori a mans de Nur al-Din, sense oposició; les cases foren destruïdes i el país devastat i saquejat i abans de marxar cap al campament imperial, tot fou cremat.
El 1395 en la segona i decisiva campanya contra Toktamish, Tamerlà va sortir el 8 de març de 1395 de la plana de Shaki i va passar revista a la vora del Samur, prop del mont Elbrús, que va durar varies hores. Tal com anaven las coses al Caucas nord, el 1395 els angoixats georgians es van aliar amb Sidi Ali de Shakki i van ajudar els defensors de la fortalesa de Alinjak. El 1399 els notables de Tabriz conspiraven contra Miran Xah; aquest va fer executar a tots els que foren acusats de conspirar inclòs el cadi local de Tabriz; entre els sospitosos hi havia Sharif o Sidi Ali Arlat, príncep de Shaki, territori que estava sota dependència del virregnat de Miran Xah; sense investigar si les acusacions tenien fonament, Miran Xah va marxar a Shaki que va devastar. El regne veí de Geòrgia, també dependent de Miran Xah, considerava que el príncep actuava tan malament, i això combinat amb que Timur era a l'Índia portava a que era un bon moment per afluixar els llaços. La fortalesa d'Alanjik, estava defensada per Tahir ibn Ahmad, fill del sultà jalayírida de Bagdad Ahmad ibn Uways, i assetjada per forces timúrides (en aquest moment manades per Sultan Sanjar, fill d'Hajji Saif al-Din ; els assetjants havien construït una muralla exterior que rodejava Alanjik i impedia sortir i entrar a la fortalesa i Tahir estava a la vora de la rendició. En revenja per l'atac de Miran Shah a Shaki, Sherif Sidi Ali Arlat i el rei de Geòrgia, van enviar un contingent a l'Azerbaidjan que van assolar, alleujant la situació de Tahir ja que Sanjar va haver d'aixecar el setge per defensar-se i anar a Tabriz a retre comptes, i els georgians van poder entrar a la fortalesa i reunir-se amb Tahir. Miran Xah i va enviar el seu fill Abu Bakr Mirza amb alguns amirs per impedir-ho però els georgians foren mes ràpids i van poder sortir amb Tahir, deixant al comandament a Hajji Salih i tres oficials (iznaurs) georgians. En la seva tornada a Geòrgia, el contingent es va trobar amb una part de l'exèrcit que venia de Tabriz que era notablement inferior i no va poder evitar la batalla. El príncep Abu Bakr en l'enfrontament, va matar d'una fletxa a Sidi Ali Arlat de Shaki, però tot i aquesta baixa els georgians van derrotar els enemics que es van haver de retirar; el mateix Abu Bakr es va salvar per la fugida.
A Shaki el fill del difunt Sidi Ali Arlat, el príncep Sidi Ahmad Arlat, temia que l'actitud del seu pare comportés represàlies de Timur sobre ell mateix i per això es va posar sota protecció de Xaikh Ibrahim de Shirwan i va anar a aquest regne, ja que Ibrahim gaudia de l'amistat de Timur. El shirwanshah va intercedir davant de Timur per Sidi Ahmad, que fou ben acollit i perdonat per Timur i confirmat com a príncep de Shaki, en qualitat de governador i amb comandament sobre les tribus de la zona. Ibrahim i Ahmed van actuar coordinats. En agraïment, Ibrahim va oferir un banquet magnífic.
El hivern del 1399 al 1400 Tamerlà es va dirigir al Kur que va creuar; allí se li van unir Shaikh Ibrahim de Shirwan i Sidi Ahmad de Shaki. L'exèrcit es va obrir pas pels boscos espessos, tallant arbres per formar un camí ample i van avançar per Kakhètia tot i que va nevar 20 dies seguits, i cap altres punts de Geòrgia.
El 1405 l'amir de Xaki va fer aliança amb Xaikh Ibrahim de Xirvan i amb el turcman Jagirlu Bistam Jagir. Les forces aliades encapçalades per Bistam van poder ocupar Bardaa. Muhammad Umar va reclamar l'empresonament de Bistam a Xaikh Ibrahim el qual va respondre amb evasives que van irritar al príncep que va creuar l'Araxes i va acampar a un lloc anomenat Babi. Bistam, Xaikh Ibrahim i alguns aliats (principalmente Sidi Ahmad de Xaki) es van retirar de Bardaa, van travessar el riu Kur i es van fer forts a l'altre costat del riu, esperant l'atac. Muhammad Umar es va acostar a la zona i durant una setmana els dos exercits es van vigilar un a l'altra. La lluita va persistir unes setmanes fins a la caiguda de Muhammad Umar.
Durant el hivern de 1408 a 1409 Kara Yusuf dels kara koyunlu es va presentar a Xaki; Sidi Ahmad Arlat li va sortir a l'encontre però Kara Yusuf el va eludir i es va dedicar al saqueig de Xaki i Xirvan, retornant després a Tabriz A finals de novembre del 1412 Kara Yusuf va fer una incursió al Karabagh; va enviar emissaris a Xaikh Ibrahim de Xirvan per acordar la pau, però aquest havia fet aliança amb Sidi Ahmad Arlat de Xaki i amb Constantí I de Geòrgia, i la proposta de pau fou rebutjada. Kara Yusuf va travessar el riu Araxes i es van lliurar diversos combats menors fins a la decisiva batalla de Chalagan (desembre de 1412) i en els combats i la batalla es van fer presoners a Xaikh Ibrahim, el seu germà Xaikh Bahlul, el rei de Geòrgia Constantí I i el seu germanastre David. Sidi Ahmad en va sortir relativament ben lliurat i foren els georgians els que es van emportar la pitjor part en morts i Xirvan en saquejos. Kara Yusuf es va emportar un milió de caps de bestiar (dels quals dos terços van morir de fred en el trasllat) però pocs eren de Xaki.
Kabala va desaparèixer durant el segle xv segons les dates que figuren a les tombes del cementiri local.
A l'inici del segle xvi el cap local hereditari era Husayn Beg, que les fonts musulmanes fan sorgir d'una branca dels xirvanxahs. Amenaçat pels georgians van demanar ajut al safàvida Ismail I, però va morir en batalla contra Lleó I de Kakhètia (Levan de Kakhètia 1520-1574). Tahmasp I va conquerir Xirvan el 1538 i Darwish Muhammad, fill i successor de Hysayn Beg, va donar suport als xirvanxahs; poc després, el 1551, Tahmasp, amb el suport del rei de Kakhètia, va conquerir Kish i la fortales de Gelesen-göresen (literalment "Vere'ls venir", prop de Nukha) i va liquidar la independència del país que va annexionar a l'imperi safàvida; fou ocupat pels otomans el 1578 sota Lala Mustafa Pasha després de la victòria de Kanik sobre els kan de Gandja, Erivan i Nakhitxevan; el primer a entrar-hi, sense lluita, fou el rei Alexandre II de Kakhètia (1574-1603) aliat turc. Shaki va formar llavors un sanjak otomà i el fill de l'antic governant, de nom Ahmad Khan, fou restablert en el tron, però amb un governador otomà de nom Kaytas Pasha, a Aresh.
El territori fou recuperat pel perses el 1603, i Abbas el Gran va nomenar a Constantí, fill d'Alexandre II de Kakhètia, com a governador del Xirvan mentre Shaki fou concedit a Shamir Khan, que va ser un vassall fidel del rei georgià i dels perses. El 1643 Shaki fou separat de la influència de Kakhètia i va quedar en mans efectives del seu malik local. Evliya Çelebi va vistar Shakki en el regnar d'Abbas II, vers 1647 i llavors el malik o sultà de Shaki depenia del kan d'Aresh; Evliya diu que la ciutat tenia 3000 cases (uns 15.000 habitants) i diu que formava part de l'eyalat de Xirvan; en aquell temps hi havia població tribal kaytak a la zona de Mahmudabad (potser al lloc de l'antiga Kabala), que parlaven el mongol pur, i avui ja desapareguts de la zona.
Temporalment fou ocupat pels otomans el 1724 fins al tractat de 1735. Nadir Shah va passar per Shaki i la regió de Kabala més d'una vegada. Per millor resistir les devastacions de Nadir, les tribus locals oposades van escollir el 1743 com a cap suprem a l'antic recaptador d'impostos Hajji Çelebi ibn Kurban, net d'un sacerdot de Kish però musulmà gelós. Considerat hostil a Nadir, aquest va assetjar la fortalesa de Gelesen-göresen el 1744, però no la va poder conquerir. Shaki es va fer totalment independent a la mort de Nadir Shah el 1747, sent un dels principals kanats del Caucas on arreu van sorgir aleshores kans locals. Els sultans d'Aresh i Kabala van conservar una limitada autonomia i els maliks o sultans de Shaki foren eliminats. Per dues vegades va derrotar el rei Irakli II de Kakhètia (1744-1798) després també rei de Kartli (1762-1798). Cavaller notable a la seva època fou un musulmà intransigent que va forçar la conversió de molts cristians. Una inundació causada pel riu Kiş va destruir en part la ciutat de Shaki el 1772 que fou reconstruïda al lloc de la moderna ciutat (1776), propera a l'antic poble de Nukha, que va donar nom a la nova ciutat.
Vegeu Kanat de Shaki.
El kanat va esdevenir vassall de Rússia després del segon tractat de Kurakchay de 14 de maig de 1805; la zona va passar a Rússia pel tractat de Gulistan del 1813 i el kanat de Shaki fou abolit el 1819 i substituït per la província de Nukha que el 1846 fou dividida en dues: Nukha (capital Nukha, la moderna Shaki) i Aresh (capital Akdagh) dependents del governador d'Elizavetpol (Gandja). El districte de Nukha tenia al cens del 1896 uns 4.000 km² i 94.767 habitants dels quals 66.000 àzeris, 14.800 armenis, 7.400 udis, 4.400 lesguians, i 1.800 jueus. La ciutat de Nukha tenia 25.000 habitants dels quals el 81% eren àzeris i el 18% armenis. El 1918 formà part de l'efímera república de l'Azerbaidjan i des de 1920 va passar a la Unió Soviètica dins l'RSS de l'Azerbaidjan (al seu torn durant uns anys dins la RFSS de Transcaucàsia). La ciutat de Nukha va canviar el seu nom a Shaki el 1968. El 1991 va formar part de la II república de l'Azerbaidjan.

## Geografia i clima
Rodejada per les muntanyes del Caucas de fins a 3500 metres, el clima inclou ciclons, anticiclons, masses d'aire i vents locals. La temperatura mitjana és de 12 °C arribant entre juny i agost als 20/25 °C. Les muntanyes arbrades impedeixen les inundacions i l'excessiu calor durant l'estiu; els rius principals són el Kiş i el Gurjhana. En època soviètica es van fer populars les seves fonts d'aigua mineral i els banys en les seves aigües.

## Economia
Destaquen la indústria de la seda i l'agricultura com activitats econòmiques; l'agricultura produeix tabac, raïm, ametlles i cereals, i la ramaderia produeix principalment llet. Hi ha també una fàbrica de gas, una d'envasos, una de vi, una de salsitxes, una de conserves i una gran indústria lletera. La ciutat és molt adequada pel turisme, que és principalment interior, tot i 15.000 estrangers van visitar la ciutat el 2010.

## Llocs interessants

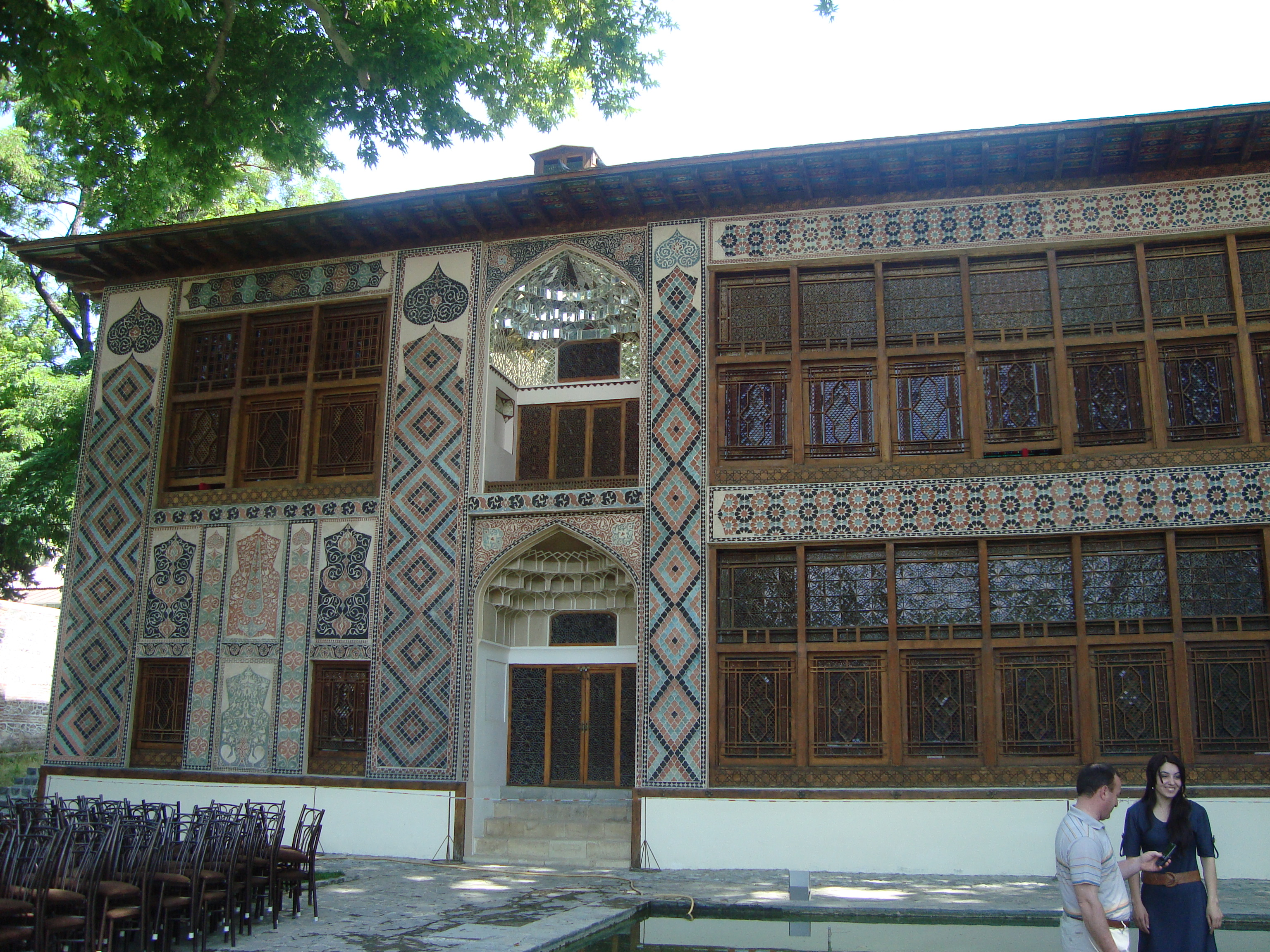
Palau dels kans

- Les dues torres d'estil soviètic de la plaça principal.[16]
- El Palau dels kans de Shaki construït el 1762.[16] que inclou a l'interior diversos elements de l'època dels kans[17][18]
- Castell de Shaki construït pel fundador del kanat Haji Çelebi Khan (1743–1755).[19] Està protegit per diversos bastions i té dues portes una al nord i una al sud; fou el centre del poder al kanat al segle xviii, amb els habitants situats fora de les muralles. Fou restaurat entre 1958 i 1963.[20] La fortalesa s'esmenta al llibre de Tolstoi, "Hadji Murat".[21][21]
- Museu d'Història de Shaki[16]

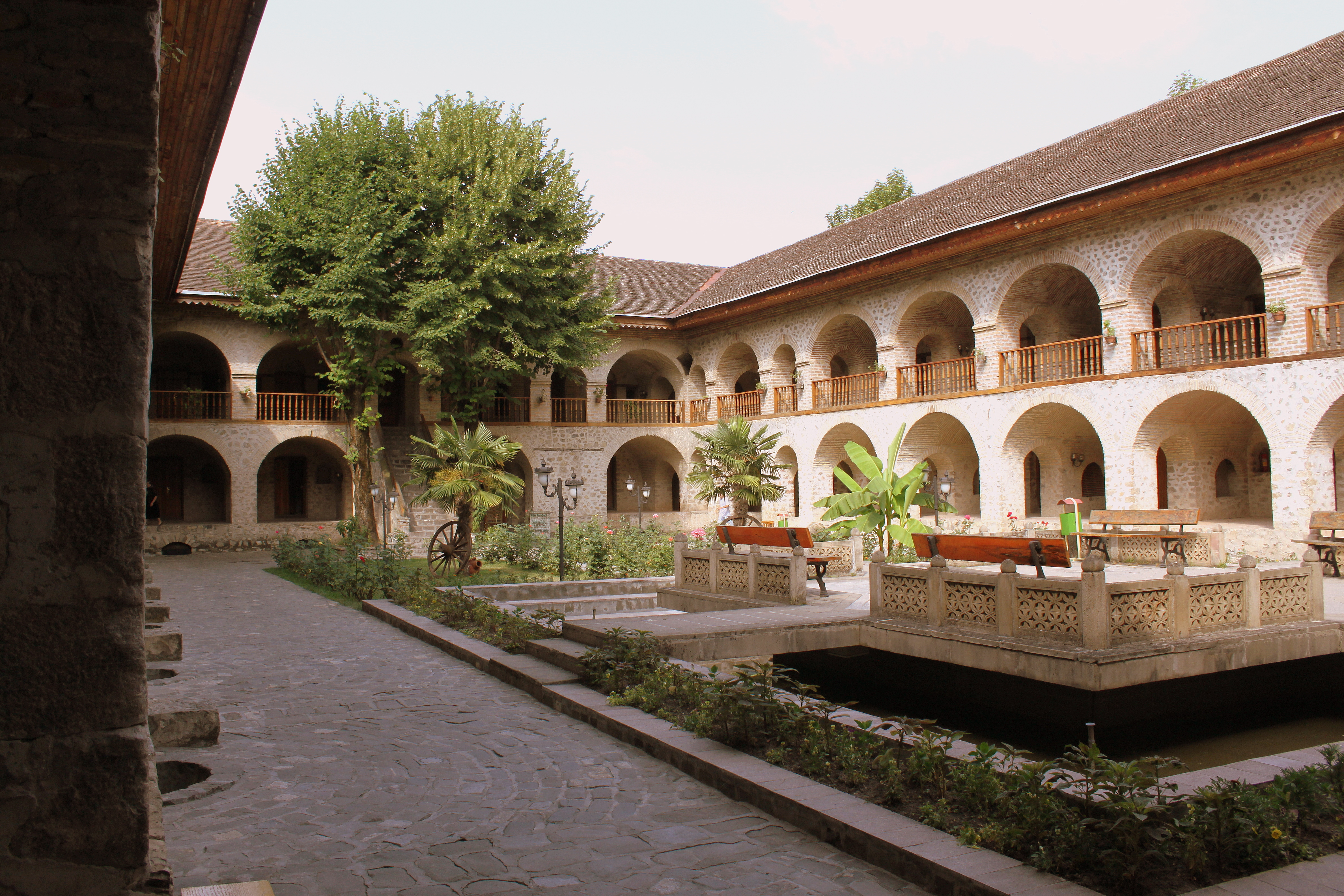
Shaki Caravanserai

- Dos caravanserralls del segle xviii (eren cinc, anomenats Esfahan, Tabriz, Lezgi, Ermeni i Taze, perpo només dos es conserven).[13][16]

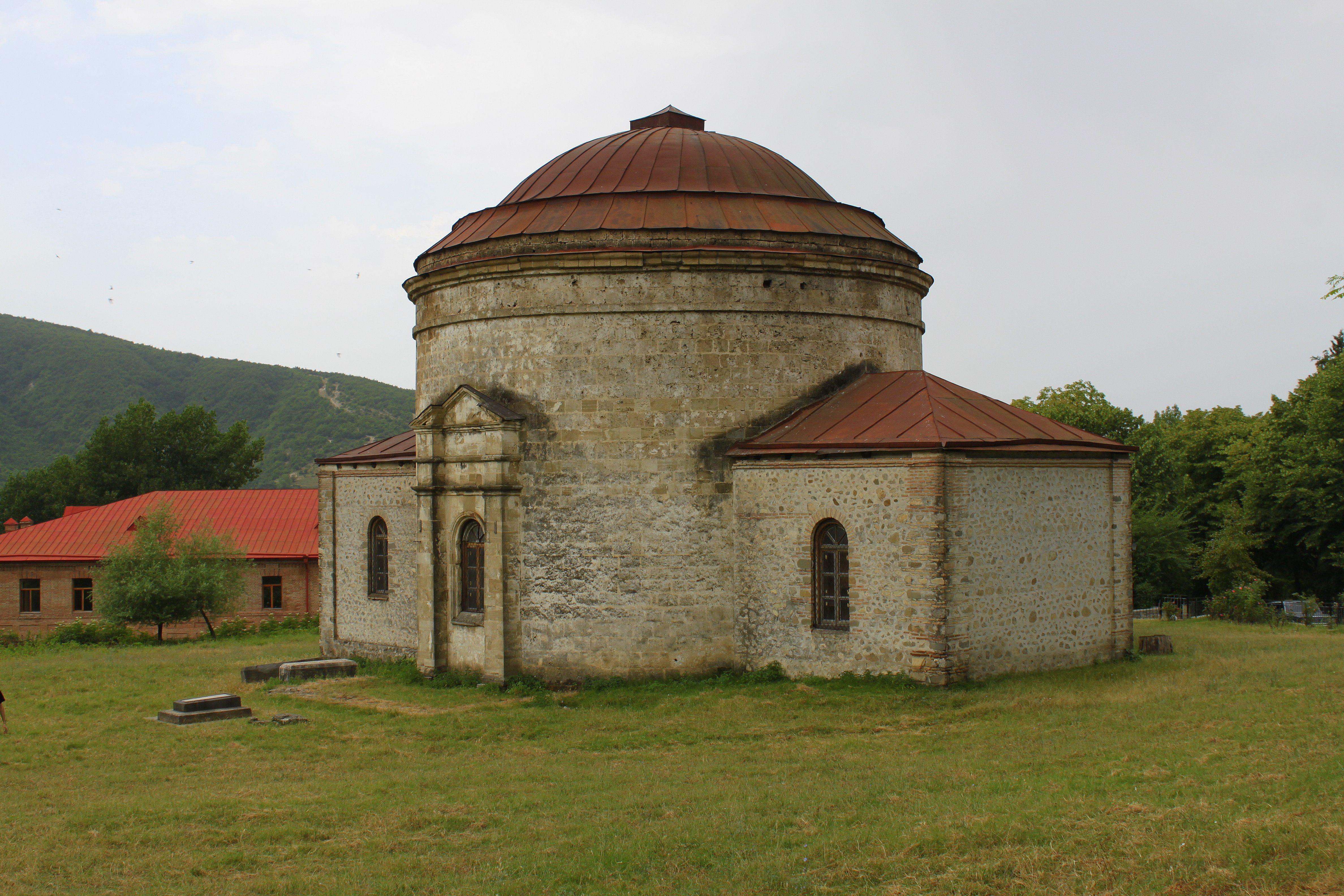
una de les esglésies aghuanes a Shaki

- Diverses esglésies i mesquites entre les quals destaca l'església de Kish, prop de Shaki, que tindria uns 1500 anys[22]
- Mesquites del Khan i d'Omar Efendi
- Minaret Gileili.[16]

## Llengua
La llengua de Shaki és l'àzeri però localment es parla el dialecte shaki, comú a tot el districte.

## Agermanaments
- Gàbrovo, Bulgària
- Slutsk, Belarús
- Giresun, Turquia
- Zhmerynka, Ucraïna
- Lapseki, Turquia

## Personatges
- Ayyub Abasov, escriptor àzeri sovietic i heroi del treball de 1954.[23]
- Bakhtiyar Vahabzadeh — poeta popular
- Elshad Yahyayev — Hereoi nacional.[24]
- Fatali Khan Khoyski — fiscal i president del govern (1918–1919).
- Fuad Abdurakhmanov — escultor i muralista, artista soviètic de 1955.[25]
- Jovdat Hajiyev — compositor, artista (1960).[26]
- Ismayil Osmanly — artista de cinema i teatre.[27]
- Lutfali Abdullayev — artista de cinema i teatre
- Mirza Fatali Akhundov — escriptor, dramaturg i filòsof[28]
- Movlazadeh Mahammad Hasan Shakavi — líder religiós, traductor de l'alcorà a l'àzeri.
- Rahim Gaziyev — Ministre de Defensa de l'Azerbaidjan (1992–1993).
- Rasim Ojagov — director de cinema.[29]
- Ziya Yusifzadeh — President del KGB de l'Azerbaidjan (1980–1988).[30]

## Galeria d'imatges

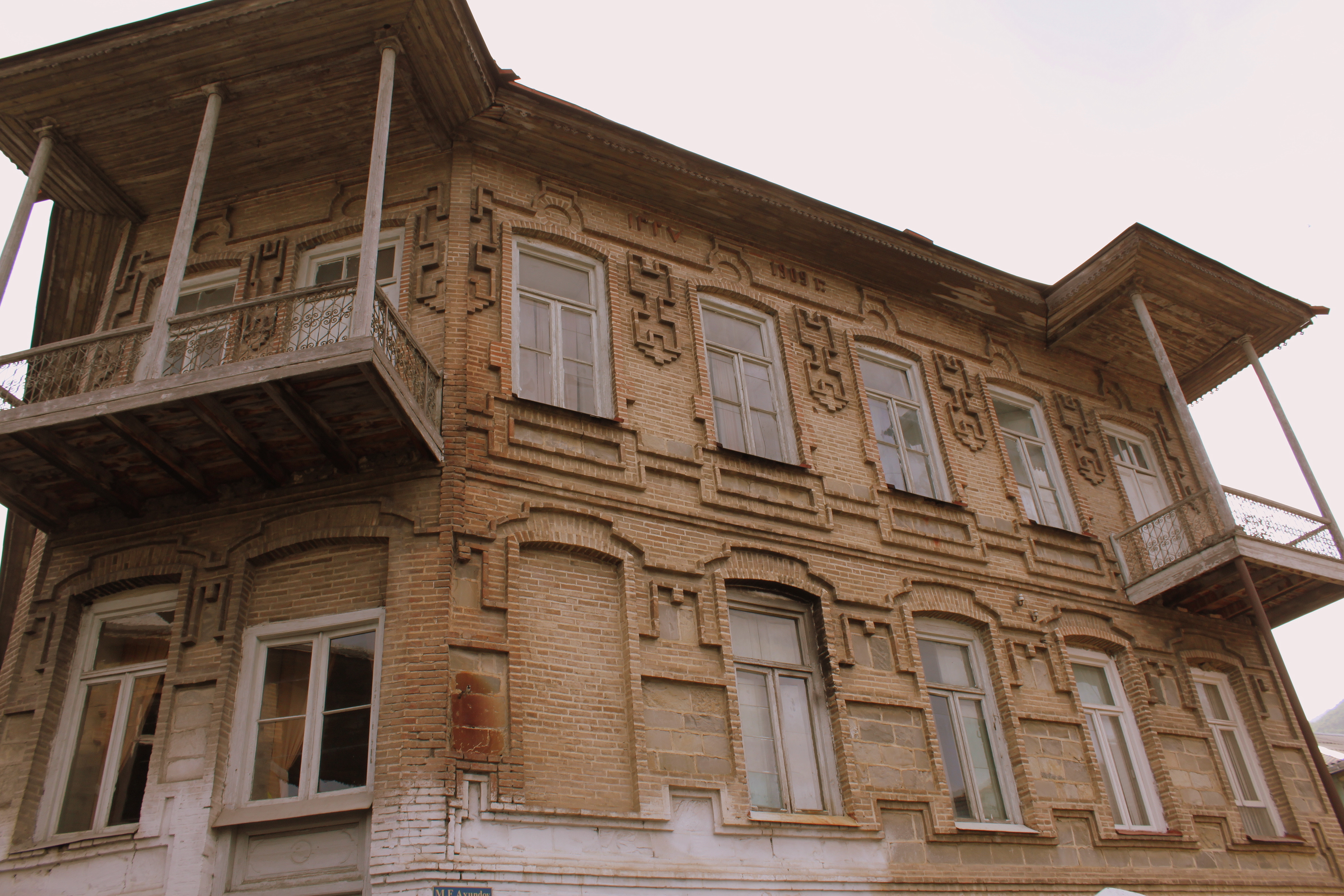
Casa antiga a Shaki
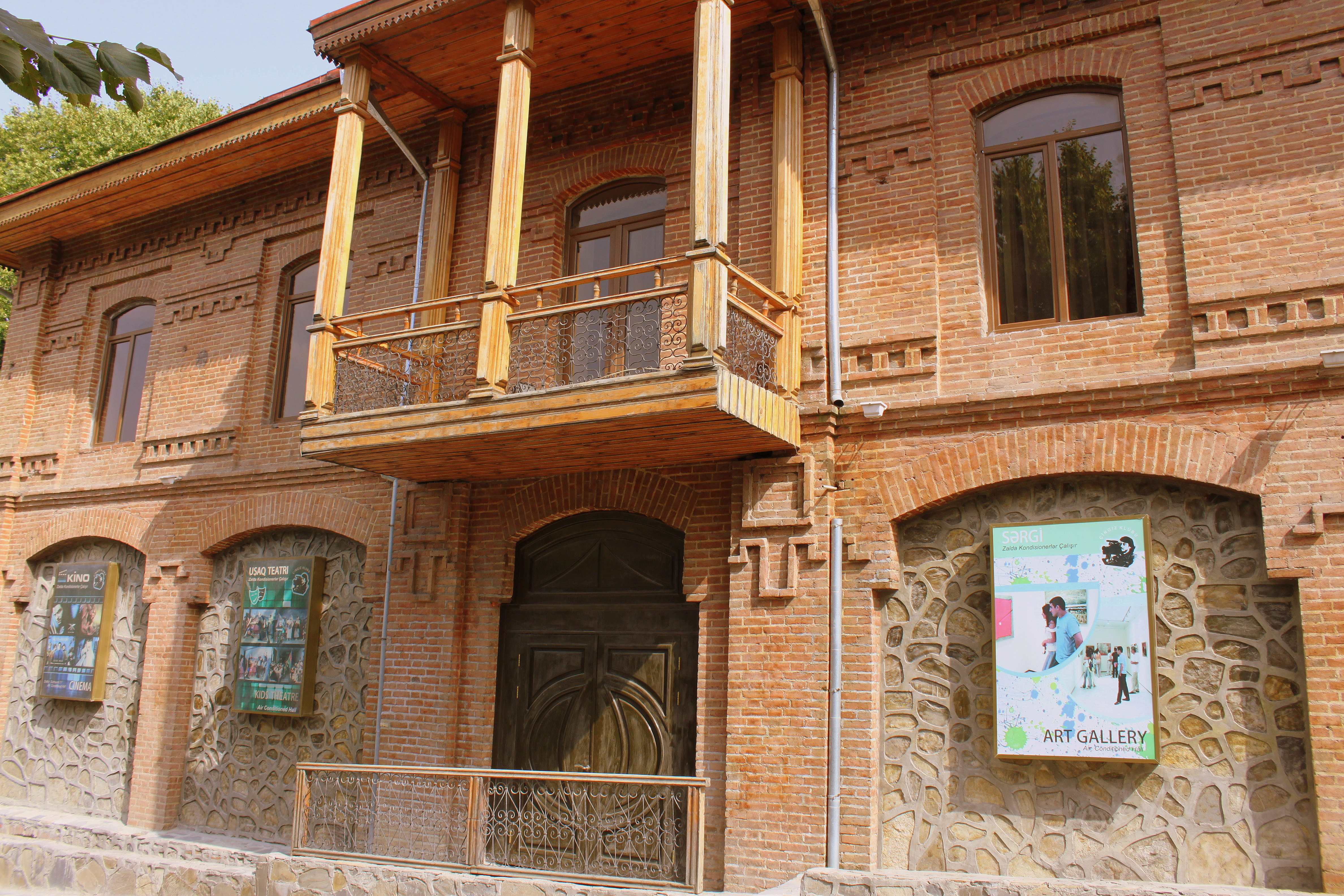
Shaki, Casa de Cultura
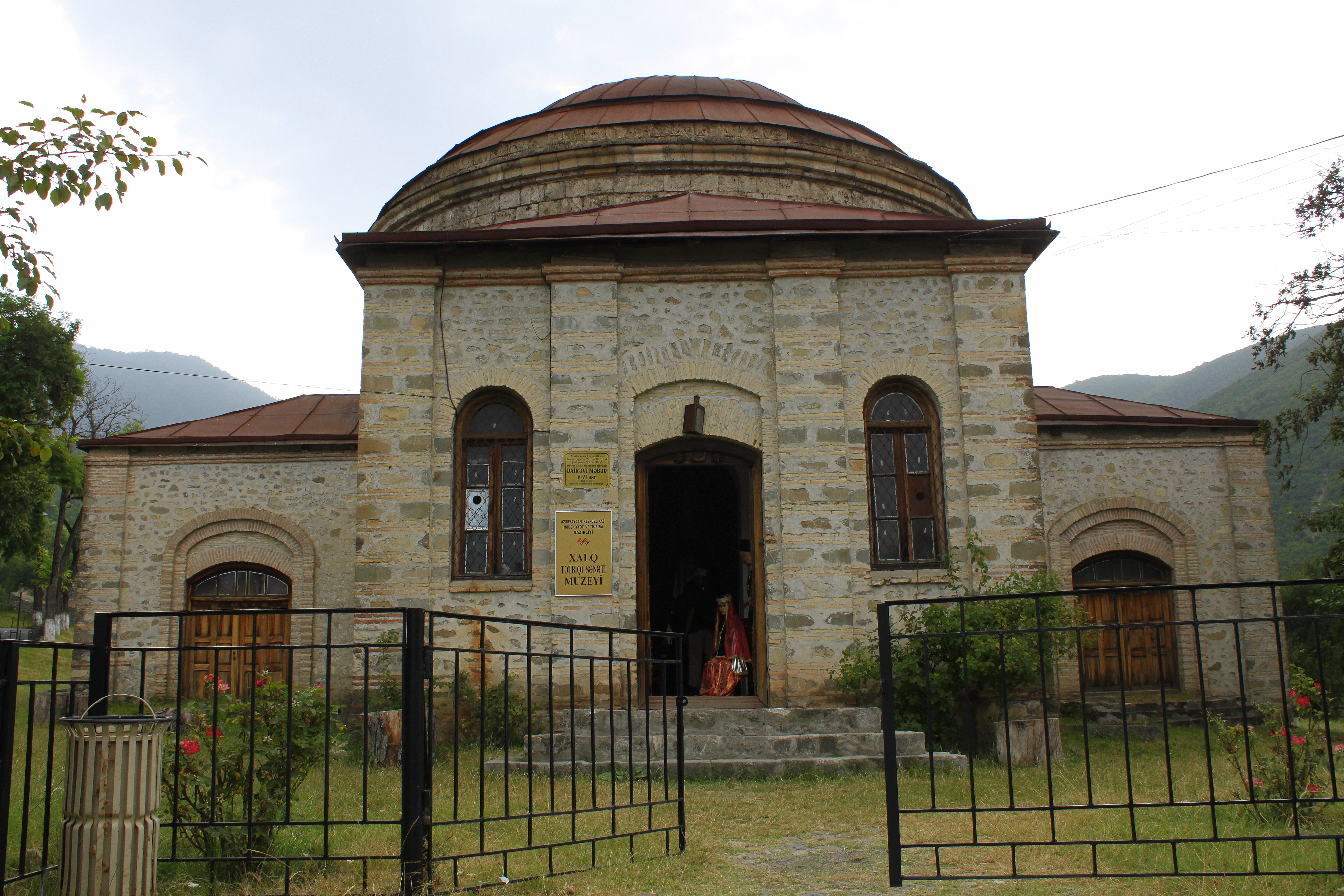
Frontal d'una església aghuana (albanesa de Caucas)
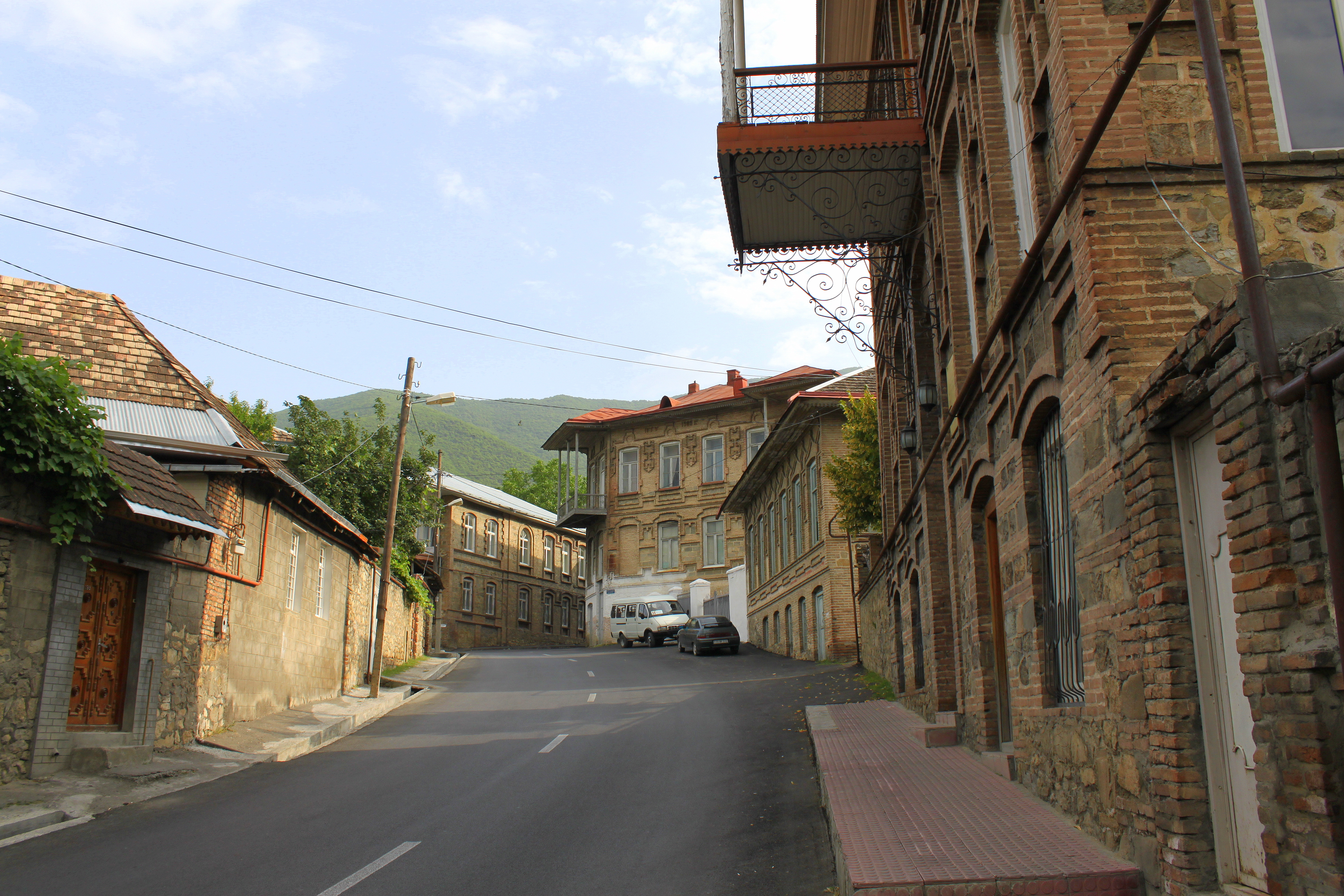
Carrer de Shaki
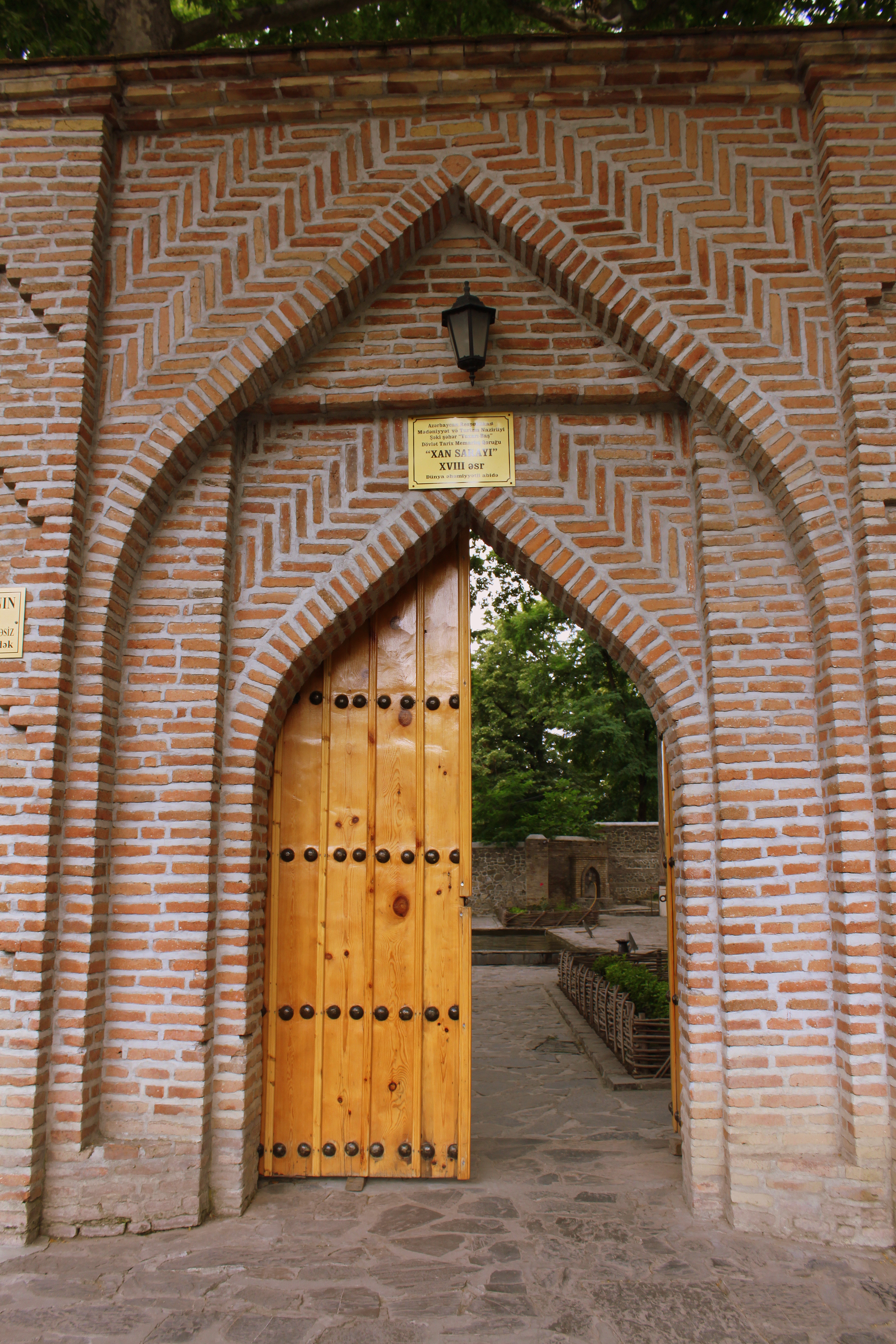
Porta del Palau del Khan.
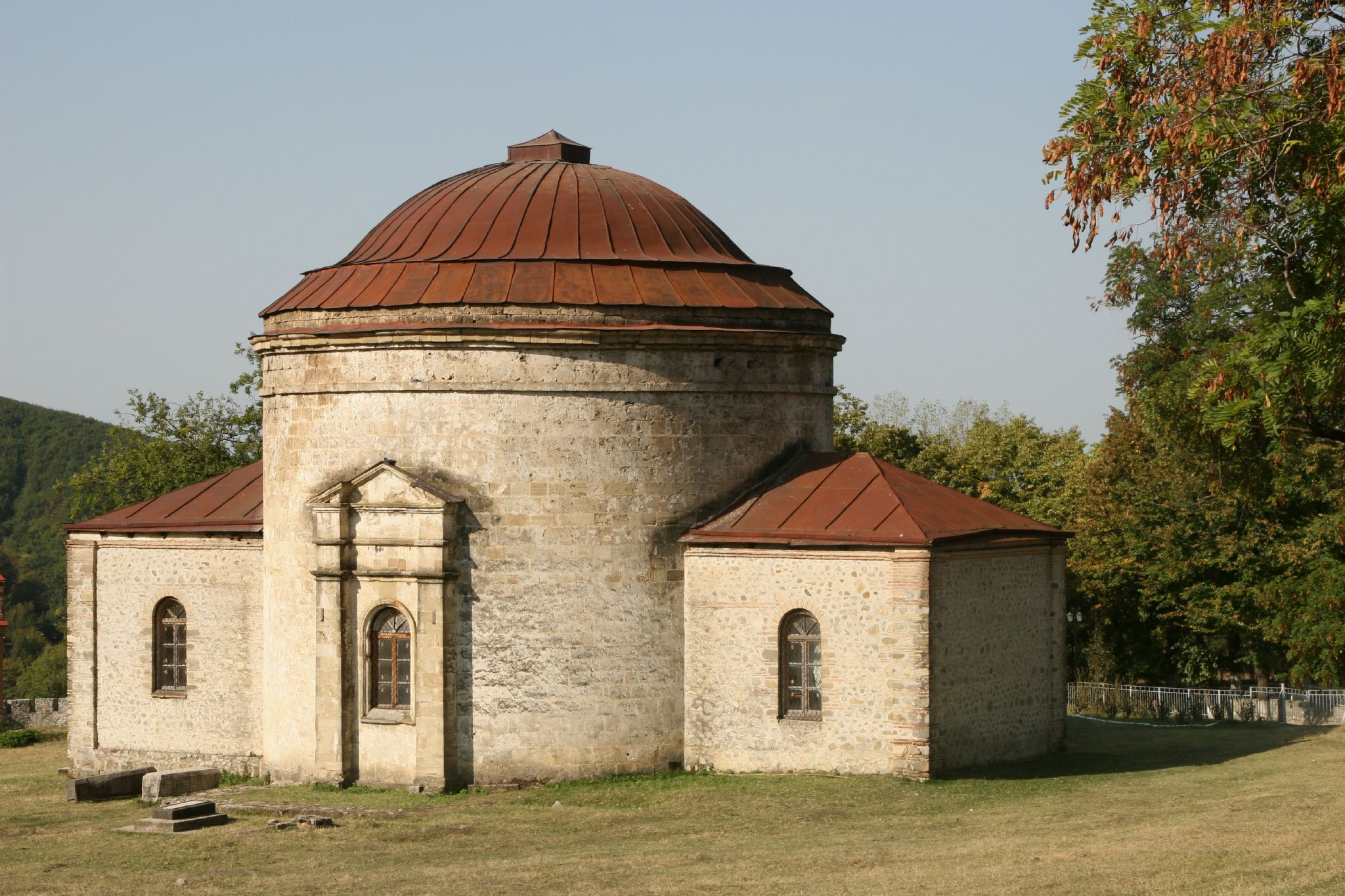
Església aghuana del segle VI
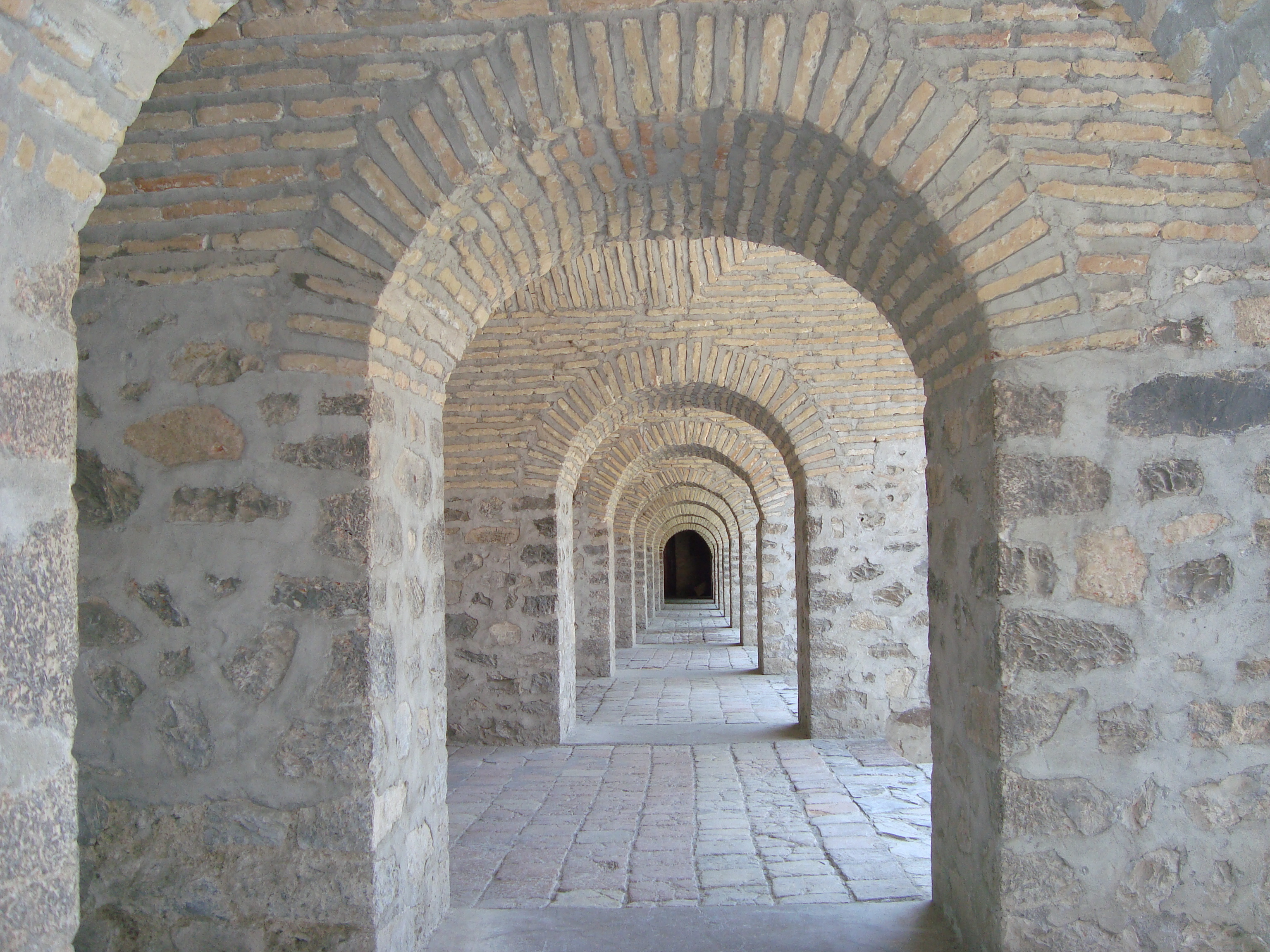
Un caravanserrall de Shaki
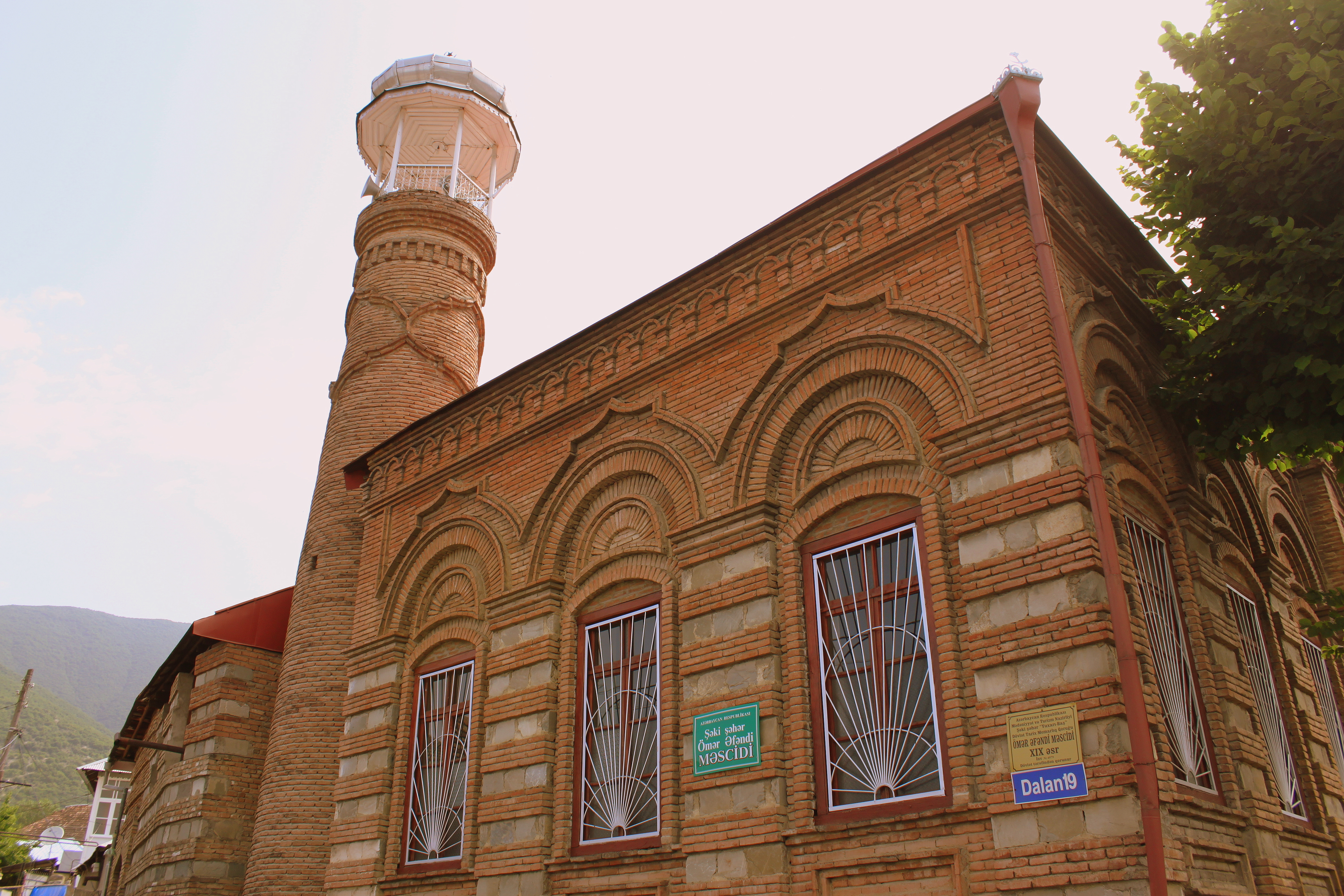
Mesquita d'Omar Efendi